# تپه چرمه سوار
تپه چرمه سوار در شهرستان سنقر، بخش کلیائی، روستای مزرالا (مزراله) واقع شده و این اثر در تاریخ ۱۱ مرداد ۱۳۸۴ با شمارهٔ ثبت ۱۲۵۰۱ به‌عنوان یکی از آثار ملی ایران به ثبت رسیده است.